# Gimnastyka na Letnich Igrzyskach Olimpijskich 1896 – ćwiczenia na drążku drużynowo
Drużynowe ćwiczenia na drążku były jedną z ośmiu konkurencji gimnastycznych na Letnich Igrzyskach Olimpijskich 1896 w Atenach. Zostały rozegrane 9 kwietnia. Ocenie podlegały trzy elementy ćwiczenia: wykonanie, rytm i stopień trudności.
Wystartowała jedna drużyna z Niemiec oraz dwie, znacznie liczniejsze, drużyny greckie. Zwyciężyli gimnastycy niemieccy.

## Wyniki
| lp. | Kraj                           | Zawodnicy |
| --- | ------------------------------ | --- |
| 1   | Cesarstwo Niemieckie           | Conrad Böcker, Alfred Flatow, Gustav Flatow, Georg Hillmar, Fritz Manteuffel, Karl Neukirch, Richard Röstel, Gustav Schuft, Carl Schuhmann, Hermann Weingärtner |
| 2   | Panelinios Gimnastikos Sylogos | Nikolaos Andriakopulos, Sotirios Atanasopulos, Tomas Ksenakis, Petros Persakis 29 innych nieznanych Greków                                                      |
| 3   | Etnikos Gimnastikos Sylogos    | Joanis Chrysafis, Joanis Mitropulos, Dimitrios Lundras, Filippos Karvelas 15 innych nieznanych Greków                                                           |